# عطيفات
العطيفات (الاسم العلمي: Campylobacteraceae) هي فصيلة من البكتيريا تتبع رتبة العطيفيات من طائفة المتقلبات الإيبسيلونية.

## التصنيف
- العطيفة